# Eduardo Walczak
Eduardo Walczak (1 de octubre de 1929-15 de diciembre de 2023) fue un destacado músico de tango argentino, intérprete de violín que ha integrado el célebre Sexteto Mayor desde 1983. Con el Sexteto Mayor formó parte del elenco que estrenó Tango Argentino en París en 1983 y en Broadway en 1985, causando la resurrección mundial del tango a partir de la década de 1990, recibiendo numerosos premios, entre ellos el Grammy Latino 2003, el primero en ser ganado por un conjunto argentino de tango.

## Biografía
Nacido en una familia de origen polaco, Eduardo Walczak ingresó al Sexteto Mayor en 1983 en reemplazo de Mauricio Mise quien había fallecido. Ese mismo año, Con el Sexteto Mayor formó parte del elenco que estrenó el exitoso especátaculo musical-coreográfico Tango Argentino, de Claudio Segovia y Héctor Orezzoli, en París en 1983 y en Broadway en 1985, causando la resurrección mundial del tango a partir de la década de 1990. Luego de Broadway Tango Argentino en más de 70 ciudades en todo el mundo hasta 1992.
Siempre con el Sexteto Mayor, en los primeros días de 1993 participó del espectáculo Tango Pasión en el Coconut Grave de Miami y a continuación actuación en Broadway para luego seguir en mayo con el espectáculo en el teatro Deutsches de Múnich. 
En 1996 realizaron una extensa gira por distintos países de Europa, incluyendo Finlandia, San Petersburgo, Moscú y Asia, en Hong Kong y Singapur, con un total de 264 funciones. En 1997 hubo otra extensa gira por Europa que incluyó Atenas, Salónica, Rodas y Estambul y por Asia en Taiwán y Japón, con un total de 237 funciones.
En 1999 y 2000 actuó en la reposición de Tango Argentino en Buenos Aires y Broadway, con nominación a los Premios Tony.
En 2001 presentaron el espectáculo De Gardel a Piazzolla en Santiago de Chile. En 2002 actuaron el la fiesta de casamiento de Máxima Zorreguieta con el príncipe heredero de Holanda y luego de una gira por Europa se presentaron en Beirut y a continuación en Estados Unidos. En 2003 realizaron un concierto de apertura en el conocido teatro Concertgebouw de Ámsterdam y actuaron en el Musichalle Theater de Hamburgo.
En 2011 actuó en una nueva reposición de Tango Argentino en el Obelisco en Buenos Aires, ante 15 000 personas.

## Premios y reconocimientos
Con el Sexteto Mayor:
- Diploma al mérito de la Fundación Konex en la categoría conjunto de tango de vanguardia (1985).
- Gran Premio de SADAIC (1995) al Gran Intérprete en la categoría música popular ciudadana.
- Premio ACE (1995) por el disco Embajadores del Tango al Mejor Álbum de Música Ciudadana.
- Premio Konex de Platino 1995), Mejor Conjunto de Tango de la Década 1885-1995.
- Diploma al mérito de la Fundación Konex en la categoría conjunto de tango (1995).
- Premio ACE (2000) al Mejor Álbum de Música Ciudadana.
- Medalla del Gobierno de la Ciudad de Buenos Aires y Plaqueta de la Legislatura de la misma ciudad como homenaje a su trayectoria.
- Bandoneón de Oro de la señal de cable Solo Tango.
- Premio APORTA (Ateneo Porteño del Tango) (2000) a los Mejores del siglo XX, en la categoría «mejor sexteto» votado por el público de Uruguay y Argentina.
- Placa del Gobierno de la Ciudad de Buenos Aires por sus 30 años de trayectoria (2003).
- Premio Carlos Gardel (2002) por su disco Homenaje a Piazzolla de la Cámara Argentina de Productores Independientes de Fonogramas.
- Premio Grammy Latino (2003), de la Academia de Artes y Ciencias de la Grabación, por su disco Homenaje a Piazzolla en la categoría «Mejor Álbum Tango»
- Premio Estímulo (2004) del Fondo Nacional de las Artes.
- Diploma al mérito de la Fundación Konex en la categoría conjunto de tango (2005).